# Mgwagwa Gamedze
Mgwagwa Gamedze (...) è un politico swati, che è stato Primo ministro facente funzioni dell’eSwatini dal 28 settembre 2023 al 4 novembre 2023.

## Biografia
Prima di diventare Primo Ministro, Mgwagwa Gamedze è stato Ministro della Giustizia e degli Affari Costituzionali e Ministro degli Affari Esteri e della Cooperazione Internazionale dal 2013 al 2018 · . Il re Mswati III lo nominò primo ministro mentre ricopriva la carica di capo dell'ufficio del re, il 28 settembre 2023 · .
Ha partecipato ai funerali del capo della polizia nazionale, William Tsintsibala Dlamini, il 14 ottobre 2023..
Il 4 novembre 2023 il re Mswati III ha nominato come nuovo primo ministro Russell Dlamini e Mgwagwa Gamedze rassegnò quindi le proprie dimissioni.